# Phytomyza sphondyliivora
Phytomyza sphondyliivora är en tvåvingeart som beskrevs av Spencer 1957. Phytomyza sphondyliivora ingår i släktet Phytomyza och familjen minerarflugor. Inga underarter finns listade i Catalogue of Life.